# Marvin Palma
José Marvin Palma Mendoza (Santa Rosa -Chiclayo, 26 de mayo de 1989) es político peruano y empresario. A los 25 años fue elegido teniente alcalde del distrito de su nacimiento y después fue elegido congresista de la República del Perú, periodo 2016-2021; En su legislatura fue el congresista más joven (27 años) integrando la junta preparatoria junto a Kenji Fujimori y Justiniano Apaza. Tras un largo proceso de demanda de inconstitucionalidad, pudo crear la bancada Cambio 21 siendo elegido vocero y después en representación de la misma, logró ser vicepresidente del Congreso del Perú. No pudo acabar su mandato, debido a que el Congreso fue disuelto el 30 de septiembre de 2019.

## Biografía
Tiene estudios de Derecho y CC.PP en la Universidad San Martín de Porres. Es gerente de las empresas COPEMARY SAC y GRUPO PALMA SAC.
Fue regidor distrital de Santa Rosa desde 2015 por Alianza para el Progreso. En el 2016 fue elegido Congresista de la República en representación a Lambayeque por Fuerza Popular. Fue parte de Mesa Directiva de la Junta Preparatoria como segundo secretario al ser el parlamentario más joven.Fue elegido Tercer Vicepresidente de la Mesa Directiva en el Congreso de la República para el periodo 2019 al 2020.
En las elecciones regionales del 2022, se presentó como candidato al Gobierno Regional de Lambayeque, quedando en tercer lugar en estos  comicios. 